# Conrad Mel
Conrad Mel, né le 14 août 1666 à Gudensberg et mort le 3 mai 1733 à Bad Hersfeld, est un théologien protestant.

## Biographie
Conrad Mel naît le 14 août 1666 à Gudensberg. À l'âge de 10 ans, il entre au gymnasium de Hersfeld, puis aux universités de Rinteln, Brême et Groningue.
Il exerce le ministère évangélique en Courlande, à Memel, à Kœnigsberg, puis est nommé, en 1705, recteur du gymnasium de Hersfeld. Il imagine une machine, au moyen de laquelle il se persuade qu'on peut mesurer les longitudes en mer ; et il en adresse des modèles à différentes académies. Les sociétés de Londres et de Berlin, auxquelles il est associé, lui expriment des doutes sur le résultat de sa découverte ; et comme il ne peut pas les dissiper, on n'en parla plus. Conrad Mel fait une étude approfondie de l'antiquité sacrée, et il remplit avec beaucoup de zèle les fonctions du pastorat ; il est élevé à la dignité de surintendant des églises de la Hesse.
Il a 24 enfants.
Conrad Mel meurt le 3 mai 1733 à Hersfeld.

## Publications
On a de lui un grand nombre d'ouvrages. La liste publiée par Rotermund en contient 45.
La bibliothèque publique de Cassel possède la plupart de ses manuscrits.
- (la) Legatio orientalis, Sinensium, Samaritanorum, Chaldaearum & Hebraeorum cum interpretationibus et epiphonemate Germanico, 1700[2].
- (la) Antiquarius sacer, de usu antiquitatum judaïcarum, 1707[4].
- (la) Pantometrum nauticum, seu machina pro inveniendâ longitune et latitudine locorum in mari, ...[3].
- (la) Pharus illustrans[3].
- Le Tabernacle de Moïse, Francfort, 1711[3].
- Description du magnifique temple de Salomon, Francfort, 1724[3].
- (la) Missionarius evangelicus seu consilia de conversione ethnicorum maximè Sinensium cum appendice; ..., Hersfeld, 1711[3].
- Abrégé de l'histoire ecclésiastique, Francfort, 1712, tiré de l'Ancien et du Nouveau Testament[3].
- (de) Schau-Bühne der Wunder Gottes in den Werken der Natur, 1714
- (de) Die Lieder im höheren Chor, oder: Predigten über die Psalmen der Stuffen, 1723
- (de) Der eröffnete Gnaden-Thron: oder Communions-Predigten
- (de) Der Prediger Salomon, oder Die eitele Welt, 1735
- (de) Die Lust Der Heiligen an Jehova Oder: Gebät-Buch, Zu allen Zeiten, in allen Ständen, und bey allerhand Angelegenheiten nützlich zu gebrauchen, 1768. https://digital.bibliothek.uni-halle.de/hd/content/titleinfo/112380
- Plusieurs recueils de Sermons, de Thèses et de livres ascétiques, en allemand[3].